# 債券市場
债券市场是金融市场的一種，債務人可以在債券市場发行新的债务（債券），此時為债券一级市场，此後其他投資者可以從債權人手中購買債券或投資者之間交易債券，此時為债券二级市场。